# IPad 2
De iPad 2 is de opvolger van de iPad uit 2010 en was in de Verenigde Staten te koop vanaf 11 maart 2011, en op 25 maart 2011 startte de verkoop ook in andere landen. De iPad 2 was te koop tot aan 18 maart 2014.
Het toestel heeft als hoofddoel het consumeren van media zoals boeken, muziek, games en kranten. Het apparaat werd in een persconferentie in San Francisco op 2 maart 2011 voor het eerst aan het publiek voorgesteld door Apple-topman Steve Jobs. Dit zorgde voor enige verrassing, omdat Jobs al enkele weken op ziekteverlof was.
De opnieuw ontworpen tablet beschikt, in tegenstelling tot zijn voorganger, over een voor- en achtercamera om bellen via FaceTime mogelijk te maken. Hij beschikt tevens over een Apple A5-dual-coreprocessor. Hij is 33% dunner en tot 15% lichter dan de eerste versie van de iPad en, afhankelijk van de toepassing, tot negen keer zo snel.